# Гідден-Спрінгс (Айдахо)
Гідден-Спрінгс (англ. Hidden Springs) — переписна місцевість (CDP) в окрузі Ада штату Айдахо США. Населення — 3076 осіб (2020).

## Географія
Гідден-Спрінгс розташований за координатами 43°43′0″ пн. ш. 116°15′34″ зх. д. / 43.71667° пн. ш. 116.25944° зх. д. (43.716553, -116.259342).  За даними Бюро перепису населення США в 2010 році переписна місцевість мала площу 6,57 км², з яких 6,54 км² — суходіл та 0,03 км² — водойми.

## Демографія
Згідно з переписом 2010 року, у переписній місцевості мешкало 2280 осіб у 698 домогосподарствах у складі 621 родини. Густота населення становила 347 осіб/км².  Було 738 помешкань (112/км²).
Расовий склад населення:
| - 96,1 % — білих - 0,7 % — азіатів - 0,3 % — корінних американців - 0,3 % — чорних або афроамериканців - 1,0 % — осіб інших рас |

До двох чи більше рас належало 1,7 %. Частка іспаномовних становила 3,8 % від усіх жителів.
За віковим діапазоном населення розподілялося таким чином: 39,5 % — особи молодші 18 років, 55,0 % — особи у віці 18—64 років, 5,5 % — особи у віці 65 років та старші. Медіана віку мешканця становила 36,0 року. На 100 осіб жіночої статі у переписній місцевості припадало 99,1 чоловіків;  на 100 жінок у віці від 18 років та старших — 93,1 чоловіків також старших 18 років.
Середній дохід на одне домашнє господарство  становив 141 385 доларів США (медіана — 103 920), а середній дохід на одну сім'ю — 158 865 доларів (медіана — 114 107). За межею бідності перебувало 3,7 % осіб, у тому числі 4,7 % дітей у віці до 18 років та 0,0 % осіб у віці 65 років та старших.
Цивільне працевлаштоване населення становило 1085 осіб. Основні галузі зайнятості: науковці, спеціалісти, менеджери — 30,4 %, освіта, охорона здоров'я та соціальна допомога — 17,9 %, виробництво — 12,6 %, фінанси, страхування та нерухомість — 9,8 %.